# Never Grow Up (EP)
Never Grow Up è il primo EP del rapper sudafricano Shane Eagle, pubblicato il 28 dicembre 2018 dalla Eagle Entertainment.

## Tracce
1. Homework AssIgnment – 1:36
2. Ap3x – 2:08
3. Chocolate Milk – 2:59
4. Ronnie Hughes – 2:16
5. Fears&Demons – 1:46
6. Ride Dolo-What You Wanna Be – 4:50
7. Purple Rain – 2:24